# Bohuslav Procházka (lékař)
Bohuslav Procházka (* 26. října 1960 Kutná Hora) je český politik, lékař, pediatr a dětský kardiolog, od roku 2022 senátor za obvod č. 40 – Kutná Hora, v letech 1998 až 2006 a znovu v letech 2014 až 2022 zastupitel města Kutná Hora, člen KDU-ČSL.

## Politické působení

### Komunální politika
V komunálních volbách v roce 1998 kandidoval jako člen KDU-ČSL z 5. místa kandidátky KDU-ČSL do zastupitelstva Kutné Hory. Vlivem preferenčních hlasů však skončil první a stal se zastupitelem města. V komunálních volbách v roce 2002 post zastupitele obhájil, když kandidoval z 2. místa kandidátky KDU-ČSL, vlivem preferenčních hlasů ale skončil první. V komunálních volbách v roce 2006 nekandidoval. V komunálních volbách v roce 2010 nebyl zvolen, protože kutnohorská kandidátka KDU-ČSL nepřekročila 5% hranici nutnou pro zisk mandátu.
V komunálních volbách v roce 2014 kandidoval do kutnohorského zastupitelstva ze 4. místa kandidátky KDU-ČSL. Vlivem preferenčních hlasů však skončil první a stal se zastupitelem. V komunálních volbách v roce 2018 obhájil mandát zastupitele jako lídr kandidátky KDU-ČSL. Zastupitelem byl zvolen také v komunálních volbách v roce 2022, když kandidoval z 10. místa kandidátky KDU-ČSL, vlivem preferenčních hlasů ale skončil první. Z důvodu zvolení senátorem nicméně na post zastupitele dne 3. října 2022 rezignoval.

### Senátor
Ve volbách do Senátu PČR v roce 2022 kandidoval za KDU-ČSL v obvodu č. 40 – Kutná Hora. V prvním kole získal 20,38 % hlasů, a postoupil tak z 2. místa do druhého kola. V něm porazil poměrem hlasů 50,62 % : 49,37 % senátora Jaromíra Strnada, který kandidoval s podporou ČSSD a hnutí ANO.
V Senátu je členem Senátorského klubu KDU-ČSL a nezávislí, Volební komise, Podvýboru Organizačního výboru pro státní vyznamenání, Výboru pro zdravotnictví, je rovněž místopředsedou Podvýboru pro rodinu Výboru pro sociální politiku.

## Soukromý život
Vystudoval Fakultu dětského lékařství Univerzity Karlovy v Praze (získal titul MUDr.).
V roce 1986 se oženil. Ve stejném roce se jim s manželkou narodila dcera Barbora, v roce 1992 se jim narodil syn Bohuslav.